# هنري ستولين
هنري ستولين (3 سبتمبر 1906 – 1977) هو سبّاح بلجيكي راحل، مثّل بلاده في الألعاب الأولمبية الصيفية 1936.

## روابط خارجية
هنري ستولين على موقع اللجنة الأولمبية الدولية (الإنجليزية)
- هنري ستولين على موقع أوليمبيديا (الإنجليزية)